# Komenda Rejonu Uzupełnień Łuck

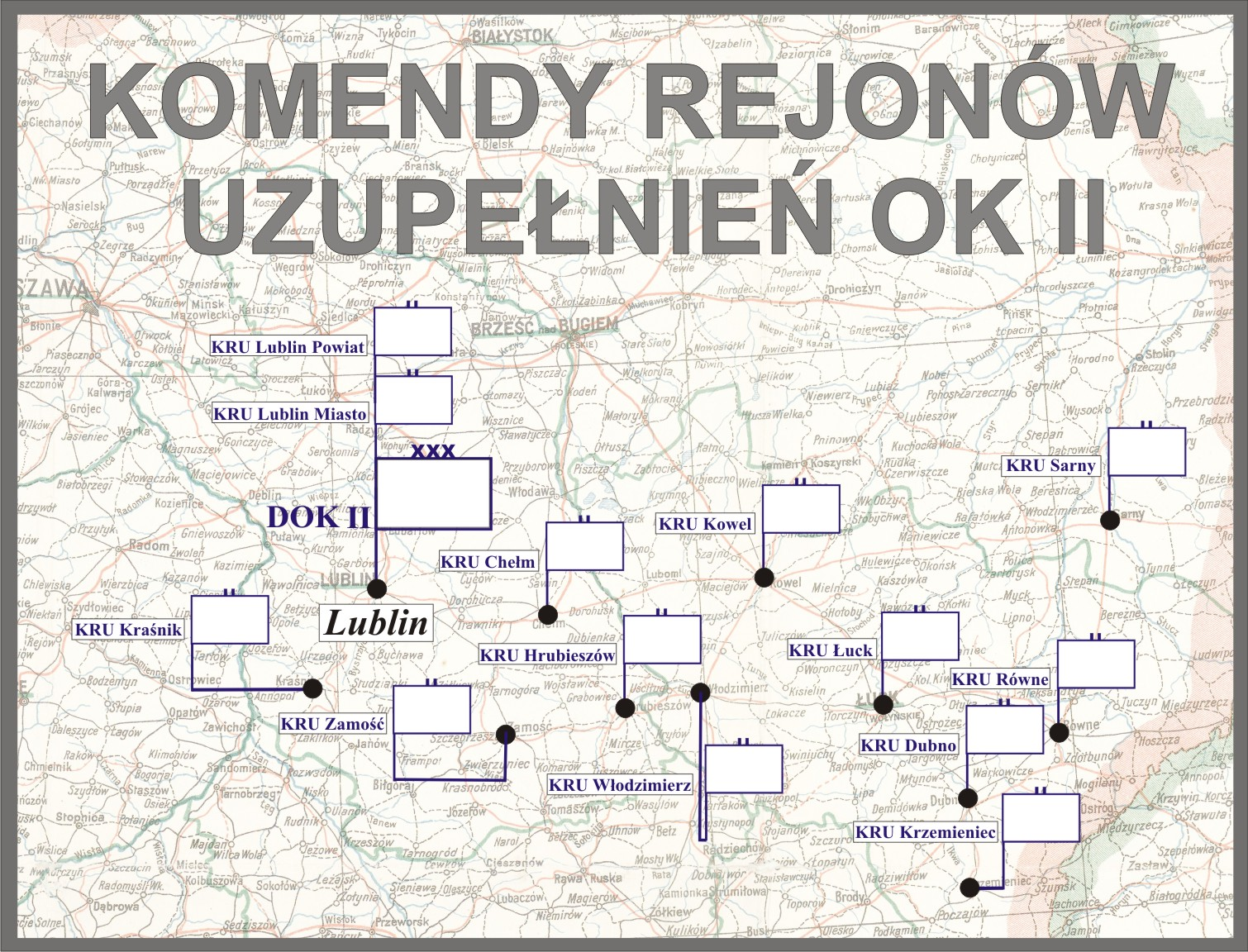
Komendy rejonów uzupełnień DOK II

Komenda Rejonu Uzupełnień Łuck (KRU Łuck) – organ wojskowy właściwy w sprawach uzupełnień Sił Zbrojnych II Rzeczypospolitej i administracji rezerw w powierzonym mu rejonie.

## Historia komendy
22 lipca 1919 roku minister spraw wojskowych ustanowił Powiatową Komendę Uzupełnień Łuck w celu przeprowadzenia zaciągu ochotniczego na terenach leżących na wschód od Bugu. PKU Łuck została podporządkowana Dowództwu Okręgu Generalnego „Lublin”. Komenda miała werbować ochotników w powiatach: łuckim i rówieńskim.
W 1920 roku, „w związku z sytuacją wojenną” PKU Łuck została zlikwidowana.
10 lutego 1921 roku minister spraw wojskowych ponownie uruchomił PKU Łuck, którą podporządkował pod względem fachowym, związanym z poborem, Dowództwu Okręgu Generalnego „Lublin”, a pod względem garnizonowym „odnośnemu dowództwu armii”. Etat PKU Łuck miał być identyczny z etatem wszystkich PKU z dodaniem po jednym oficerze ewidencyjnym i jednym pisarzu na każdy powiat.
18 listopada 1924 roku weszła w życie ustawa z dnia 23 maja 1924 roku o powszechnym obowiązku służby wojskowej, a 15 kwietnia 1925 roku rozporządzenie wykonawcze ministra spraw wojskowych do tejże ustawy, wydane 21 marca tego roku wspólnie z ministrami: spraw wewnętrznych, zagranicznych, sprawiedliwości, skarbu, kolei, wyznań religijnych i oświecenia publicznego, rolnictwa i dóbr państwowych oraz przemysłu i handlu. Wydanie obu aktów prawnych wiązało się z przejęciem przez władze cywilne (administracji I instancji) większości zadań związanych z przygotowaniem i przeprowadzeniem poboru. Przekazanie większości zadań władzom cywilnym umożliwiło organom służby poborowej zajęcie się wyłącznie racjonalnym rozdziałem rekruta oraz ewidencją i administracją rezerw. Do tych zadań dostosowana została organizacja wewnętrzna powiatowych komend uzupełnień i ich składy osobowe. Poszczególne komendy różniły się między sobą składem osobowym w zależności od wielkości administrowanego terenu. Zadania i nowa organizacja PKU określone zostały w wydanej 27 maja 1925 roku instrukcji organizacyjnej służby poborowej na stopie pokojowej. W skład PKU Łuck wchodziły dwa referaty: I) referat administracji rezerw, II) referat poborowy. Nowa organizacja i obsada służby poborowej na stopie pokojowej według stanów osobowych L. O. I. Szt. Gen. 3477/Org. 25 została ogłoszona 4 lutego 1926 roku. Z tą chwilą zniesione zostały stanowiska oficerów ewidencyjnych.
12 marca 1926 roku została ogłoszona obsada personalna Przysposobienia Wojskowego, zatwierdzona rozkazem Dep. I L. 6000/26 przez pełniącego obowiązki szefa Sztabu Generalnego gen. dyw. Edmunda Kesslera, w imieniu ministra spraw wojskowych. Zgodnie z nową organizacją pokojową Przysposobienia Wojskowego zostały zlikwidowane stanowiska oficerów instrukcyjnych przy PKU, a w ich miejsce utworzone rozkazem Oddz. I Szt. Gen. L. 7600/Org. 25 stanowiska oficerów przysposobienia wojskowego w pułkach piechoty. Kapitan Bednarz-Stwosz przydzielony został do macierzystego 24 pp na stanowisko oficera pw.
Od 1926 roku, obok ustawy o powszechnym obowiązku służby wojskowej i rozporządzeń wykonawczych do niej, działalność PKU … normowała „Tymczasowa instrukcja służbowa dla PKU”, wprowadzona do użytku rozkazem MSWojsk. Dep. Piech. L. 100/26 Pob.
Z dniem 1 października 1927 roku z PKU Łuck wyłączony został powiat sarneński i włączony do nowo powstałej PKU Sarny.
W marcu 1930 roku PKU Łuck nadal podlegała Dowództwu Okręgu Korpusu Nr II i administrowała powiatem łuckim. W grudniu tego roku PKU Łuck posiadała skład osobowy typ II.
W 1933 do budynku PKU przy ul. Piłsudskiego 66 przeniesiony został posterunek żandarmerii Łuck.
1 lipca 1938 roku weszła w życie nowa organizacja służby uzupełnień, zgodnie z którą dotychczasowa PKU Łuck została przemianowana na Komendę Rejonu Uzupełnień Łuck przy czym nazwa ta zaczęła obowiązywać 1 września 1938 roku, z chwilą wejścia w życie ustawy z dnia 9 kwietnia 1938 roku o powszechnym obowiązku wojskowym. Obok wspomnianej ustawy i rozporządzeń wykonawczych do niej, działalność KRU Łuck normowały przepisy służbowe MSWojsk. D.D.O. L. 500/Org. Tjn. Organizacja służby uzupełnień na stopie pokojowej z 13 czerwca 1938 roku. Zgodnie z tymi przepisami komenda rejonu uzupełnień była organem wykonawczym służby uzupełnień .
Komendant rejonu uzupełnień w sprawach dotyczących uzupełnień Sił Zbrojnych i administracji rezerw podlegał bezpośrednio dowódcy Okręgu Korpusu Nr II, który był okręgowym organem kierowniczym służby uzupełnień. Rejon uzupełnień nie uległ zmianie i nadal obejmował powiat łucki.

## Obsada personalna
Poniżej przedstawiono wykaz oficerów zajmujących stanowisko komendanta Powiatowej Komendy Uzupełnień i komendanta rejonu uzupełnień oraz wykaz osób funkcyjnych (oficerów i urzędników wojskowych) pełniących służbę w PKU i KRU Łuck, z uwzględnieniem najważniejszych zmian organizacyjnych przeprowadzonych w 1926 i 1938 roku.
Komendanci
- ppłk piech. Aleksander Teleżyński (1923 – IX 1926 → dyspozycja dowódcy OK II[21])
- mjr / ppłk piech. Mieczysław Kaleński-Jaśkiewicz (IX 1926[21] – 30 IX 1927 → stan spoczynku[22])
- płk piech. Jan Prymus (XI 1927[23] – 31 XII 1928 → stan spoczynku)
- mjr kanc. Aleksy Straszyński[24][25] (cz.p.o. III[26] – VIII 1929[27] → dyspozycja dowódcy OK II)
- mjr art. Konstanty Pietruszyński (IX 1930[28] – 31 V 1933 → stan spoczynku[29])
- mjr piech. Marcin Gawłowski (XII 1933[30] – VII 1935 → dyspozycja dowódcy OK II[31])
- mjr piech. Zygmunt Wałecki (VIII 1935[32] – 1939[33])

Obsada pozostałych stanowisk funkcyjnych PKU w latach 1921–1925
- I referent
  - kpt. piech. Eugeniusz Butyter (do marca 1924 → 24 pp[36])
  - mjr piech. Jan Służewski (III[36] – IV 1924[37] → I referent PKU Wadowice)
  - mjr piech. Michał Bacewicz (IV 1924[38][39] – II 1926 → kierownik I referatu)
- II referent – kpt. kanc. Ludwik Józef Chrobak (V 1925[40] – II 1926 → kierownik II referatu)
- oficer instrukcyjny – por. / kpt. piech. Stanisław Bednarz[a] (XII 1922[43] – III 1926[44] → oficer PW 24 pp)
- oficer ewidencyjny Łuck – urzędnik wojsk. XI rangi / por. kanc. Gustaw Pieczonka (1 VI 1923[45] – XI 1924 → OE Lublin Miasto PKU Lublin[46])
- oficer ewidencyjny Sarny – urzędnik wojsk. XI rangi / chor. Kazimierz Burda[b] (1923 – 1925)

Obsada pozostałych stanowisk funkcyjnych PKU w latach 1926–1938
- kierownik I referatu administracji rezerw i zastępca komendanta
  - mjr piech. Michał Bacewicz (II 1926 – 30 VI 1927 → stan spoczynku[53])
  - mjr kanc. Aleksy Straszyński (VII 1927[54] – III 1929 → cz.p.o. komendanta PKU)
  - mjr art. Konstanty Pietruszyński (III 1929[55] – IX 1930 → komendant PKU)
  - kpt. piech. Eugeniusz Stec (od III 1931[56] – 30 VI 1934[57] → stan spoczynku)
  - kpt. piech. Marian Tatarzyński (1934 – VI 1938 → kierownik I referatu KRU)
- kierownik II referatu poborowego
  - kpt. kanc. Ludwik Józef Chrobak (II 1926 – XI 1927[58] → kierownik II referatu PKU Jarosław)
  - por. tab. Mieczysław Mazaraki (IV 1928[59] – IX 1930[60] → 10 dtab.)
  - kpt. piech. Marian Tatarzyński (III 1932[61] – 1934 → kierownik I referatu)
  - kpt. piech. Roman Jazowski[c] (od 1934)
- referent
  - por. kanc. Józef Brennenstühl (II 1926 – XI 1928[64] → referent PKU Sarny)
  - por. piech. Ludomir Olszamowski (od VII 1929[65])

Obsada pozostałych stanowisk funkcyjnych KRU w latach 1938–1939
- kierownik I referatu ewidencji – kpt. adm. (piech.) Marian Tatarzyński †1940 Kijów[67]
- kierownik II referatu uzupełnień – kpt. adm. (piech.) Jan Stępkowski